# Идиопатический легочный фиброз
Идиопатический лёгочный фиброз (ИЛФ) — специфическая форма хронической прогрессирующей фиброзирующей интерстициальной пневмонии неизвестной этиологии, которая возникает преимущественно у людей пожилого возраста, поражает только лёгкие и связана с гистологическим и/или рентгенологическим паттерном обычной интерстициальной пневмонии (ОИП). Диагностика ИЛФ требует исключения других известных причин интерстициальных заболеваний лёгких, например, профессиональных и бытовых воздействий, заболеваний соединительной ткани, лекарственной токсичности.
Впервые термин «идиопатический лёгочный фиброз» использовал в 1948 году Лоуренс Л. Роббинс для описания пациентов, у которых на рентгенограммах грудной клетки были выявлены похожие на фиброз лёгких патологии, но без установленной причины, отсюда и название «идиопатический».

## Потенциальные факторы риска заболевания
Факторы риска ИЛФ следует рассматривать не как причину возникновения заболевания (которая пока не известна), а как факторы, усугубляющие его течение.
Выделяют внешнесредовые и генетические факторы риска, которые при данном заболевании являются взаимосвязанными.

### Курение
Одним из наиболее частых факторов риска, при котором доказана достоверная связь с ИЛФ, является воздействие табачного дыма на органы дыхания.

### Внешнесредовые ингаляционные воздействия, не связанные с курением
Повышенный риск развития ИЛФ ассоциируется с широким спектром неорганических и органических видов пыли, с которыми человек контактирует в профессиональных и непрофессиональных условиях. Риск формирования заболевания возрастает в условиях промышленного производства при контакте с металлической, древесной и каменной пылью.

### Вирусная инфекция
Изучалась возможная этиологическая роль различных вирусов при ИЛФ, среди которых вирус Эпштейна — Барр, цитомегаловирусы, вирусы гепатита C, герпесвирусы и др. Однако полученные результаты оказались противоречивыми. Оценка роли вирусов также затрудняется их высокой распространённостью не только среди больных ИЛФ, но и в человеческой популяции в целом.

### Гастроэзофагеальный рефлюкс (ГЭР)
ГЭР ассоциируется с широким кругом заболеваний лёгких, в том числе лёгочный фиброз. Существует предположение, что микроаспирация желудочного содержимого может играть фундаментальную роль в фиброзной трансформации лёгочной паренхимы. Напротив, нельзя исключать, что ИЛФ может способствовать развитию гастроэзофагеальной рефлюксной болезни (ГЭРБ), увеличивая отрицательное внутригрудное давление. Последние международные руководства рекомендуют использовать ингибиторы протонной помпы (ИПП) при ИЛФ, основываясь на исследованиях, показывающих, что ИПП могут стабилизировать функцию лёгких, уменьшить частоту возникновения заболеваний и вероятность госпитализации. С другой стороны, последние исследования не только ставят под сомнение эти результаты, но также связывают применение ИПП с повышенным риском лёгочных инфекций и отрицательным прогностическим исходом.

### Сахарный диабет
Этот фактор рассматривается как независимый фактор развития риска ИЛФ. Сахарный диабет 2 типа отмечен у 11,3 % больных ИЛФ, тогда как в контрольной группе только в 2,9 % случаев. Аналогичные результаты получены для инсулинозависимого диабета.

### Генетические факторы
Современные геномные исследования позволили оценить распространённость генетических мутаций, предрасполагающих к ИЛФ. Наиболее часто (35 %) встречается мутация MUC5B (муцин 5В), реже (в пределах 3 %) регистрируются мутации, касающиеся сурфактантных протеинов С и А (SPC и SPA), а также теломераз. Гены теломераз — обратной транскриптазы теломеразы (TERT) и теломеразы матричной рибонуклеиновой кислоты для синтеза теломер (TERС) — имеют особое значение, поскольку биологическая роль теломер состоит в защите хромосом от повреждения.

## Эпидемиология
По предварительным расчётным данным, полученным на основе результатов опроса в крупных пульмонологических центрах РФ, распространённость заболевания составляет около 9-11 случаев на 100 000 населения, а заболеваемость в других странах — 4-6 случаев на 100 000 населения. Отмечено повышение показателей заболеваемости в зависимости от возраста: болезнь возникает чаще в 6 и 7 декаде жизни, но примерно у 10-12 % пациентов болезнь начинается в возрасте около 40 лет и, как правило, имеет семейный анамнез. Большинство заболевших — курильщики или экс-курильщики.

## Стадии развития
I. Предрасположенность (предиспозиция) — наличие факторов, приводящих к повышенной чувствительности альвеолоцитов к патогенам. К таким факторам относятся вирусы: вирус Эпштейна — Барр, цитомегаловирус, вирус гепатита C, вирус гриппа, а также табачный дым, древесная пыль, домашний скот и экологические факторы, которые приводят к ускоренному делению альвеолоцитов II типа у генетически предрасположенных лиц и дальнейшему прогрессирующему укорочению теломер. Степень повреждений зависит от аномалии белков сурфактанта.
II. Активация — патологические изменения лёгочного эпителия вследствие накопленных факторов воздействия окружающей среды у генетически предрасположенных лиц. На этом этапе происходит перепрограммирование физиологического старения клеток и высвобождение альвеолярным эпителием профибротических медиаторов, которые через лейкоциты активируют фибробласты, начинающие вырабатывать патологическое межклеточное вещество (межклеточный матрикс).
III. Прогрессирование — ремоделирование лёгочной ткани в результате стимулирования межклеточным веществом развития фибробластов в миофибробласты, которые производят ещё больше матрикса и дополнительно активируют фибробласты. Последние приобретают деструктивные свойства и могут приводить к хроническому ремоделированию.

## Клиническая картина
Заболевание чаще возникает в возрасте старше 50 лет. Частота заболевания увеличивается с возрастом и преобладает после 60-70 лет. Заболевание преобладает у мужчин, соотношение полов составляет примерно 1,7:1 в пользу мужчин. На момент обследования большинство пациентов имеют анамнез заболевания длительностью до 1-3 лет, и очень редко — менее 3 месяцев.
Основная жалоба больных — одышка во время физических нагрузок. По мере развития заболевания отмечается нарастание одышки, вплоть до инвалидности: из-за одышки больной не способен произнести фразу, не может ходить, обслуживать себя.
Частый симптом ИЛФ — сухой кашель (около 75 %), иногда — продуктивный (до 20-30 %), а также продукция гнойной мокроты, особенно у больных с тяжёлыми формами ИЛФ. Другими симптомами могут быть общая слабость, изменение ногтевых фаланг в виде «барабанных палочек» (50-90 %), снижение массы тела.
При ИЛФ отмечается характерный аускультативный признак — конечно-инспираторная крепитация, которая выслушивается на высоте вдоха и напоминает звук расстегивающейся застежки-«липучки»(хрипы «Velcro»). На ранних стадиях она негромкая, высокая по частоте, на поздних — грубая.
По мере прогрессирования заболевания появляются признаки дыхательной недостаточности и легочной гипертензии: диффузный серо-пепельный цианоз, усиление II тона над легочной артерией, тахикардия, S3-галоп, набухание шейных вен, периферические отеки.

## Диагностика
Для постановки точного диагноза ИЛФ необходимо тщательное исключение альтернативных заболеваний при участии пульмонологов, рентгенологов и морфологов, имеющих опыт диагностики интерстициальных заболеваний лёгких.
Диагноз «ИЛФ» требует наличия следующих признаков:
- Исключения других известных причин интерстициальных заболеваний лёгких (профессиональных и бытовых воздействий, заболеваний соединительной ткани, проявлений лекарственной токсичности).
- Наличие паттерна типичной обычной интерстициальной пневмонии (ОИП) на компьютерной томографии высокого разрешения (КТВР) у больных, которым не показана хирургическая биопсия лёгких.
- Специфическое сочетание признаков ОИП на КТВР и при хирургической биопсии лёгких у больных, которым эта процедура была проведена.

Точность диагноза определяется клиническим, рентгенологическим и гистологическим совпадениями и завершается многопрофильным обсуждением специалистов, имеющих опыт диагностики интерстициальных заболеваний лёгких. Особенно в случаях, когда гистологические и рентгенологические признаки не совпадают.

### Рентгенография
Первичная диагностика изменений в лёгких осуществляется при помощи обзорной рентгенографии. Выявленные изменения обычно имеют неспецифичный характер и требуют уточнения с помощью КТ. Примерно у 10 % больных ИЛФ изменения в легочной ткани при рентгенографии могут не выявляться. В типичных случаях при рентгенографии выявляют диффузные изменения легочной ткани в виде мелкосетчатой (мелкоячеистой) деформации легочного рисунка за счёт интерстициального компонента. Обычно они носят двусторонний характер, более выражены в кортикальных отделах лёгких (над диафрагмой). Типичным бывает уменьшение объёма лёгких, что проявляется более высоким расположением купола диафрагмы и более горизонтальным расположением сердечной тени. Корни лёгких могут быть расширены за счёт нескольких факторов, в том числе более высокого, чем в норме, расположения диафрагмы, расширения крупных легочных артерий при развитии артериальной легочной гипертензии, небольшого увеличения бронхопульмональных лимфатических узлов.

### Компьютерная томография
Компьютерная томография позволяет более точно, чем рентгенография и линейная томография, оценить состояние легочной ткани при ИЛФ, выявить характерные признаки заболевания и выбрать место для биопсии, если в этом есть необходимость.
Показания к КТ:
- Детальная оценка характера изменений в грудной полости, выявленных при рентгенографии у пациентов с клиническими признаками ИЛФ.
- Выявление изменений в грудной полости у пациентов с клиническими признаками ИЛФ (одышка, рестрикция и др.) при отсутствии изменений при рентгенографии или сомнительной рентгенологической картине. Несоответствие рентгенологической и клинической картины заболевания.
- Определение места биопсии легочной ткани у пациентов с возможным ИЛФ.
- Оценка динамики процесса на фоне лечения в сравнении с предшествующими КТ-исследованиями.
- Дифференциальная диагностика диффузных изменений в лёгких, выявленных при рентгенографии грудной полости.

### Функциональная диагностика
Легочные функциональные тесты используются для диагностики вентиляционных нарушений при ИЛФ, прогнозирования и мониторирования течения заболевания. Минимальный объём исследований должен включать в себя обязательное определение форсированной жизненной ёмкости лёгких (ФЖЕЛ) и измерение диффузионной способности лёгких для монооксида углерода (СО) методом однократного вдоха с задержкой дыхания (DLCO).

### Морфологические признаки заболевания
Морфологический субстрат ИЛФ — обычная интерстициальная пневмония (ОИП), которая характеризуется совокупностью морфологических признаков (хроническое воспаление, в период обострения отмечается нарушение репарации и прогрессирующий фиброз легочного интерстиция респираторных отделов лёгкого, что приводит к нарушению газообмена, прогрессирующей хронической дыхательной недостаточности). В 12-14 % наблюдений развивается периферический рак лёгких с преобладанием аденокарциномы со стелющимся ростом. Изменения ткани лёгких носит двусторонний, мозаичный характер с чередованием поражённых участков и обычного строения.
Гистологические признаки ОИП разделяют на 2 группы — «большие» и «малые». К «большим» признакам относят: фибробластические (миофибробластические) фокусы с участками интерстициального хронического воспаления и фиброза, формирующиеся преимущественно в зонах бронхиолоальвеолярных переходов; очаговое вовлечение ткани лёгкого преимущественно в подплевральных/парасептальных зонах; при прогрессировании — формирование «сот». К «малым» признакам относят: внутриальвеолярное скопление макрофагов; фолликулярную гиперплазию; гиперплазию/гипертрофию гладких мышц; эндартериит; внутриальвеолярное скопление нейтрофилов; бронхиолярную и плоскоклеточную метаплазию эпителия, костную и жировую метаплазию интерстиция; эндогенную липидную пневмонию; минимальные проявления плеврита, фиброза плевры; субплевральные буллы; эозинофильную инфильтрацию; очаговые внутриальвеолярные скопления фибрина. Для ИЛФ нехарактерно наличие неорганической пыли, гранулём, клеток Лангерганса.
При ОИП встречаются аденоматозные изменения, плоскоклеточная метаплазия бронхиолярного эпителия и эпителия, выстилающего аденоматозные «сотовые» структуры, реже — очаги оссификации и облитерирующий эндартериит. У части больных описывают очаговую эозинофильную пневмонию.

## Течение и прогноз заболевания
Естественное течение ИЛФ обусловлено постепенным ремоделированием легочной ткани, в основе которого лежит прогрессирующее фибротическое повреждение, начинающееся с микроскопических субплевральных фибробластических фокусов, постепенно распространяющееся по легочной ткани в виде фиброза и заканчивающееся макроскопическими изменениями, характерными для сотового лёгкого. Нарастающий фиброз лёгких — патобиологическая основа прогрессирующего субъективного и объективного ухудшения функционального статуса больных вплоть до летального исхода, обусловленного дыхательной недостаточностью или другими осложнениями ИЛФ. Клиническим эквивалентом естественного течения ИЛФ будут нарастание респираторных симптомов (в первую очередь одышки и кашля), снижение показателей легочной функции, увеличение фиброзных изменений на КТВР, развитие острой дыхательной недостаточности и наступление смерти.
Наиболее частой причиной смертности при ИЛФ является прогрессирующая дыхательная недостаточность (60 % случаев), ишемическая болезнь сердца, тромбоэмболия легочной артерии, рак лёгкого. В большинстве случаев выраженные клинические проявления ИЛФ отмечаются у людей старше 60 лет, что связано с механизмами старения.
Ретроспективные исследования, проведённые среди больных ИЛФ, показывают, что медиана выживаемости от момента постановки диагноза составляет от 2 до 3 лет. У больных с сохранной легочной функцией этот показатель может быть выше. Так, от момента появления первых симптомов ИЛФ (при отсутствии у пациентов респираторных симптомов и с нормальной легочной функцией, но с характерными КТ-изменениями) медиана выживаемости составляет около 6 лет. Различия продолжительности жизни в зависимости от времени появления первых симптомов или постановки диагноза свидетельствуют о гиподиагностике ИЛФ и субклинической стадии заболевания, когда морфологические изменения опережают клинико-функциональные нарушения.
Наиболее частый вариант течения ИЛФ: медленное, постепенное прогрессирование болезни в течение нескольких лет. У небольшой части больных состояние остаётся стабильным на протяжении достаточно длительного времени. Наименее благоприятный вариант течения характеризуется быстрым прогрессированием заболевания. При каждом из описанных вариантов возможно случаи обострения, которые могут быть смертельными или сопровождаться необратимым снижением легочной функции. На течение заболевания также могут влиять сопутствующие заболевания (эмфизема, легочная гипертензия, гастроэзофагеальная рефлюксная болезнь).
Прогноз ИЛФ неблагоприятный, поскольку заболевание характеризуется прогрессирующим течением с фатальным исходом.

### Обострение ИЛФ
Острые ухудшения клинического состояния больных ИЛФ встречаются в 5-10 % случаев. Эти эпизоды могут развиваться на фоне пневмонии, ТЭЛА, пневмоторакса, сердечной недостаточности. Критериями обострения ИЛФ считают беспричинное нарастание одышки в течение 1 мес, документированную гипоксемию (ухудшение или тяжёлое нарушение газообмена), свежие альвеолярные инфильтраты на рентгенограмме лёгких и отсутствие другого объяснения, такого как экстрапаренхиматозные причины (пневмоторакс, плевральный выпот, ТЭЛА) или сердечная недостаточность и объёмная перегрузка. Обострение может возникнуть в любой момент заболевания, иногда оно становится первым симптомом проявления ИЛФ, сопровождается усилением кашля, лихорадкой, увеличением объёма мокроты.
Прогноз обострения ИЛФ неблагоприятный, летальность во время госпитализации достигает 65 %, более 90 % — в течение 6 месяцев от начала развития обострения.
Доказанных эффективных методов терапии обострений ИЛФ нет. Возможна поддерживающая терапия, включающая в себя кислородотерапию, респираторную поддержку и вмешательства, не имеющие доказательной базы.

### Осложнения и сопутствующие заболевания
Наиболее вероятные осложнения: вторичная легочная гипертензия (ЛГ), формирование «легочного» сердца, гастроэзофагеальный рефлюкс, эмфизема лёгких. Течение ИЛФ могут ухудшать курение и вирусная инфекция.

## Лечение

### Медикаментозная терапия
У некоторых больных на фоне монотерапии глюкокортикостероидами (ГКС) отмечается улучшение легочной функции. Однако рандомизированных контролируемых исследований такой монотерапии не проводилось и в ретроспективных неконтролируемых исследованиях увеличение выживаемости достигнуто не было. Длительная терапия ГКС сопровождается развитием значительных нежелательных явлений.
Также нет убедительных доказательств об улучшении выживаемости больных ИЛФ при терапии комбинированной терапией ГКС и иммуносупрессантами (азатиоприн, циклофосфамид). Риск развития побочных эффектов комбинированной терапии перевешивают вероятность улучшения легочной функции на фоне комбинированной терапии.
В рандомизированном контролируемом исследовании PANTHER-IPF были получены положительные результаты в группе пациентов получавших монотерапию ацетилцистеином,. Но достоверных различий между группами ацетилцистеина и плацебо по большинству конечных показателей, включая DLCO и ФЖЕЛ получено не было. По данным последних исследований, терапия ацетилцистеином может быть высокоэффективной у пациентов с ИЛФ с определёнными генетическими полиморфизмами (например, TT-генотипом TOLLIP).
Комбинация преднизолона, азатиоприна и ацетилцистеина. Ранее иммуносупрессанты считались важной составной частью терапии ИЛФ. Считалось, что терапия двумя препаратами (ГКС плюс азатиоприн или циклофосфамид) может быть эффективнее, чем монотерапия ГКС. Последнее проведённое повторное исследование со сравнением тройной комбинированной терапии с плацебо для всех трёх компонентов. Это многоцентровое рандомизированное клиническое исследование было прекращено досрочно после выявления того, что в группе тройной терапии летальность (риск неблагоприятного исхода hazard ratio 9,26; 95 % ДИ 1,16-74,1) и частота госпитализаций (p < 0,001) были выше, чем в группе плацебо.
Среди препаратов, не рекомендованных к терапии ИЛФ: варфарин и амбризентан в клинических исследованиях продемонстрировано ухудшение прогноза пациентов ИЛФ при их назначении, не выявлено положительных эффектов и от иматиниба, силденафила, бозентана и мацитентана.
К препаратам с доказанной эффективностью при лечении ИЛФ относятся только два препарата: пирфенидон и нинтеданиб (A, 1+).
Нинтеданиб — антифибротический препарат для специфической патогенетической терапии. Относится к внутриклеточным ингибиторам тирозинкиназ, воздействующих на рецепторы нескольких факторов роста, в том числе фактора роста сосудистого эндотелия (VEGFR-1, VEGFR-2 и VEGFR-3), фактора роста фибробластов (FGFR-1, FGFR-2 и FGFR-3) и фактора роста тромбоцитов (PDGRF-? и PDGRF-?), которые играют важную роль в патогенезе ИЛФ.
Пирфенидон — это пероральный антифибротический препарат со множественными эффектами (регуляция профибротических и провоспалительных каскадов цитокинов, уменьшение пролиферации фибробластов и синтеза коллагена).

### Немедикаментозная терапия
К способам немедикаментозной терапии ИЛФ относятся: длительная кислородотерапия, трансплантация лёгких, искусственная вентиляция лёгких при развитии дыхательной недостаточности, легочная реабилитация.
Исследования, изучавшие длительное использование кислородотерапии у больных ИЛФ, отсутствуют.
После трансплантации лёгких пятилетняя выживаемость больных ИЛФ составляет от 50 % до 56 %. В одном из исследований с участием 46 больных ИЛФ, направленных на трансплантацию лёгких, продемонстрировано снижение риска летального исхода в течение 5 лет после трансплантации. Отсутствуют точные данные об оптимальном времени трансплантации и о разнице в выживаемости после трансплантации одного и обоих лёгких.
Опубликовано несколько небольших исследований искусственной вентиляции лёгких у больных ИЛФ и дыхательной недостаточностью, во всех случаях получена высокая внутрибольничная летальность. В этих исследованиях были разные критерии включения, некоторые исследования включали больных дыхательной недостаточностью неуточнённой этиологии. Для некоторых больных может быть оправдана неинвазивная вентиляция лёгких с положительным давлением (в редких случаях неинвазивная вентиляция лёгких (НВЛ) может использоваться как «мостик» перед трансплантацией лёгких).
Программы лёгочной реабилитации включают аэробные и силовые тренировки, тренировки гибкости, обучающие лекции, нутритивную поддержку и психологическую помощь. Была изучена лёгочная реабилитация у больных интерстициальными заболеваниями лёгких. В двух контролируемых исследованиях лёгочной реабилитации при ИЛФ продемонстрировано увеличение пройденного расстояния, уменьшение симптомов и повышение качества жизни. В других неконтролируемых исследованиях получены аналогичные результаты. Положительное воздействие лёгочной реабилитации может быть более значимым у больных с более выраженным ухудшением функционального статуса.

### Лечение осложнений и сопутствующих заболеваний
Наиболее обоснованным методом терапии легочной гипертензии (ЛГ) остаётся длительная кислородотерапия в домашних условиях. У больных с тяжёлой ЛГ, подтверждённой при катетеризации правых отделов сердца (то есть при срДЛА > 35 мм рт. ст.), возможна пробная терапия препаратами, созданными для лечения легочной артериальной гипертензии. В ряде исследований у пациентов с ЛГ на фоне ИЛФ показаны положительные эффекты силденафила — улучшение легочной гемодинамики без ухудшения оксигенации и улучшение дистанции при 6-минутном тесте. Также есть данные о положительных эффектах внутривенного эпопростенола (улучшение легочной гемодинамики) и бозентана (увеличение дистанции при проведении 6-МТ и повышение качества жизни).
Имеются данные о том, что медикаментозная или хирургическая терапия гастроэзофагеальной рефлюксной болезни позволяет стабилизировать функцию лёгких. В крупном когортном исследовании продемонстрировано, что использование препаратов для терапии гастроэзофагеальной рефлюксной болезни (ингибиторов протонной помпы или Н2-блокаторов) у пациентов ИЛФ ассоциировано с меньшей выраженностью легочного фиброза по данным КТВР и лучшим прогнозом больных. Кроме того, в этом же исследовании было выявлено, что фундопликация желудка по Ниссену, которая уменьшает не только кислотный рефлюкс, но и некислотный рефлюкс и микроаспирацию, также улучшает выживаемость пациентов ИЛФ. Однако регулярный прием ингибиторов протонной помпы ассоциирован с повышенным риском переломов шейки бедра и внебольничной пневмонии. Модификация образа жизни (прием малых порций пищи, подъём головного конца кровати и др.) — оправданные рекомендации для пациентов ИЛФ с симптомами гастроэзофагеального рефлюкса.

## Мониторирование клинического течения заболевания
Наблюдение за больными ИЛФ необходимо для активного выявления случаев прогрессирующего течения заболевания, для оценки динамики симптомов и выявления осложнений терапии.

### Мониторирование прогрессирования заболевания
Прогрессирование ИЛФ может проявляться нарастанием респираторной симптоматики, снижением легочной функции, усилением фиброзных изменений на КТВР или эпизодами острого респираторного ухудшения.
При отсутствии других причин прогрессирование ИЛФ определяется по появлению любого из следующих критериев:
- прогрессирование одышки (при объективной оценке);
- прогрессирующее неуклонное снижение ФЖЕЛ (в абсолютных значениях) по сравнению с исходным уровнем;
- прогрессирующее неуклонное снижение DLCO (в абсолютных значениях, с коррекцией по гемоглобину) по сравнению с исходным уровнем;
- прогрессирование фиброза или нарастание отека по КТВР по сравнению с исходным уровнем;
- обострения;
- смерть от дыхательной недостаточности.

В нескольких когортных клинических исследованиях подтверждено, что снижение абсолютных значений ФЖЕЛ на 10 % (с одновременным снижением DLCO или без) либо снижение абсолютных значений DLCO на 15 % (с одновременным снижением ФЖЕЛ или без) служат суррогатным маркером летальности и при отсутствии других объяснений — маркером прогрессирования заболевания. Прогрессирование болезни также может отражать меньшее (на 5-10 %), но неуклонное снижение ФЖЕЛ. В группах плацебо в нескольких крупных рандомизированных контролируемых исследованиях показано, что в целом в популяции больных ИЛФ с исходным лёгким или умеренным нарушением легочной функции среднегодовое снижение ФЖЕЛ составляет около 200 мл.
Рекомендуется измерять ФЖЕЛ и DLCO для мониторирования течения ИЛФ в повседневной врачебной практике с интервалом в 3-6 мес.

### Мониторирование симптомов
Важно выявить больных ИЛФ с нарастанием клинических симптомов, в первую очередь одышки. При нарастании респираторной симптоматики необходима оценка прогрессирования заболевания, измерение оксигенации в покое и при нагрузке и исключение развития осложнений, (тромбоза глубоких вен нижних конечностей и ТЭЛА).

### Мониторирование оксигенации
Оксигенация с помощью пульсоксиметра должна оцениваться в покое и при физической нагрузке у всех больных вне зависимости от симптомов, для выявления потребности в кислородотерапии, как исходно, так и в процессе наблюдения. В целом, десатурация ниже 88 % во время 6-МТ или эквивалентного нагрузочного тестирования служит показанием к кислородотерапии. Такие измерения следует выполнять исходно и через каждые 3-6 мес наблюдения.

### Мониторирование осложнений и сопутствующих состояний
У больных ИЛФ могут развиваться такие сопутствующие состояния, как ЛГ, ТЭЛА, рак лёгкого, ишемическая болезнь сердца, которые влияют на выживаемость. Однако роль рутинного скрининга для диагностики этих состояний и заболеваний у больных ИЛФ (например, ежегодная КТВР для ранней диагностики рака лёгкого) не изучена.
При развитии быстрого ухудшения респираторных симптомов следует думать о развитии обострения ИЛФ при исключении других причин такого ухудшения, например ТЭЛА, пневмоторакса, респираторных инфекций или аспирации.

## Поддержка заболевания в России
Российский регистр пациентов с идиопатическим легочным фиброзом — проект, созданный в 2016 г. под эгидой Российского Респираторного общества при поддержке компании «Берингер Ингельхайм». Он объединяет в себе пациентов с ИЛФ и специалистов по разным направлениям: пульмонологов, морфологов, специалистов компьютерной томографии и других экспертов федерального и межрегионального уровней. Регистр даёт возможность региональным специалистам получать консультации ведущих экспертов по ИЛФ и обмениваться опытом, хранить информацию о лабораторных и инструментальных исследованиях пациентов, проводить образовательные мероприятия для специалистов с целью повышения выявления случаев идиопатического легочного фиброза и улучшения качества жизни пациентов. Проект даёт возможность оценить эффективность и безопасность назначаемой в России терапии пациентам с ИЛФ и консолидировать региональных специалистов в рамках борьбы с данным заболеванием.
В России также действует бесплатная «Горячая линия ИЛФ», созданная Респираторным Обществом совместно с ведущими лечебными учреждениями и специалистами, занимающимися вопросами диагностики и лечения ИЛФ. Проект направлен на повышение информирования населения о заболевании.